# Rhizosolenia
|  | Dieser Artikel wurde aufgrund von formalen oder inhaltlichen Mängeln in der Qualitätssicherung Biologie zur Verbesserung eingetragen. Dies geschieht, um die Qualität der Biologie-Artikel auf ein akzeptables Niveau zu bringen. Bitte hilf mit, diesen Artikel zu verbessern! Artikel, die nicht signifikant verbessert werden, können gegebenenfalls gelöscht werden. Lies dazu auch die näheren Informationen in den Mindestanforderungen an Biologie-Artikel. |

Rhizosolenia ist eine Gattung der Diatomeen (Kieselalgen). Rhizosolenia gehört zu den zentrischen Diatomeen und dominiert das Phytoplankton in einigen nährstoffreichen Tropenregionen.

## Merkmale
Rhizosolenia ist eine einzellige, nadelförmige Diatomee mit einem Durchmesser von 2,5 bis 170 µm. Die Schale besteht aus zwei getrennten Frusteln. Rhizosolenia vermehrt sich asexuell durch Teilung der Frusteln in Hälften. Mit jeder asexuellen Vermehrung halbiert sich die Größe der Zellen. Erst eine sexuelle Fortpflanzung stellt die Originalgröße wieder her.
Außerdem ist Rhizosolenia für eine auffällige Zyklomorphose bekannt. So sind die Enden der Schalen im Winter kurz und stumpf, im Sommer dagegen lang und spitz.

## Lebensweise
Rhizosolenia tritt in Algenmatten aus verschiedenen Rhizosolenia-Arten auf, z. B. aus Rhizosolenia castracanei und Rhizosolenia imbricata var. shrubsolei im mittleren Nordpazifik (Oktober 1980). Die Aggregate können eine Größe von bis zu 30 cm erreichen.
Rhizosolenia-Matten migrieren regelmäßig in bis zu 300 m tiefere Wasserschichten, um dort Nährstoffe (Nitrate) aufzunehmen, an denen das Oberflächenwasser verarmt ist. Die Steuerung des Auftriebs erfolgt über das Anlegen von Kohlenhydrat-Vorräten, die zum Absinken führen. Die Sinkrate wurde bei Rhizosolenia setigera mit 0,16–1,77 m d−1 (Meter pro Tag) bestimmt, die maximale Sinkgeschwindigkeit betrug 22,71 m d−1. Das Verbrauchen dieser Ballast-Vorräte erzeugt Auftrieb. Aufstiegsgeschwindigkeiten für Rhizosolenia debyana wurden mit 37–166 m d−1 bestimmt. Ein Migrationszyklus dauert mehrere Tage oder Wochen.
Es kommen auch Aggregate von Rhizosolenia  mit anderen Organismen vor. So wurden Ketten von Rhizosolenia debyana im Verbund mit Oscillatoria (einer anderen Kieselalgengattung) gefunden, welche bei Windarmut (< 1–2 m s−1) Dicken von 1–2 m erreichten.

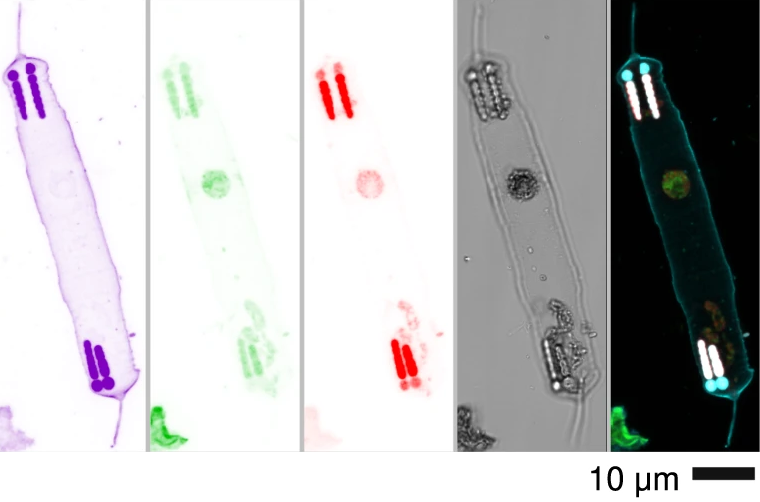
Rhizosolenia sp. mit eingelagerten Filamenten von Richelia-Cyanobakterien, aus dem Indischen Ozean. Verschiedene Färbemethoden, rechts deren Überlagerung.

Bei Knappheit an gebundenem Stickstoff können Cyanobakterien der Gattung Richelia – im periplasmatischen Raum zwischen der Zellmembran und der Zellwand (d. h. den Frusteln) der Kieselalgen angesiedelt – als Stickstofffixierer die Rhizosolena-Kieselalgen in einer mutualistischen Symbiose damit versorgen.
Geschätzte 9–13 % der weltweiten biogenen Kieselsäureproduktion geht auf Rhizosolenia-Arten zurück.

## Systematik
Die Gattung Rhizosolenia wurde 1843 von Christian Gottfried Ehrenberg mit Rhizosolenia americana als Typspezies aufgestellt. Aufgrund von neueren Forschungsergebnissen wurde die Gattung Rhizosolenia in die Gattungen Rhizosolenia i.e.S, Neocalyptrella, Pseudosolenia, Urosolenia und Proboscia aufgeteilt.